# Boselaphus tragocamelus
O nilgó (nome científico: Boselaphus tragocamelus) ou antílope-azul, é uma espécie de mamífero artiodátilo. É endêmica do subcontinente indiano e a única espécie do género Boselaphus. Apenas os machos possuem chifres, que medem entre 15–25 centímetros de comprimento. O nilgó é o maior antílope asiático. Possui de 1–1,5 m de altura na cernelha. Os machos adultos pesam entre 109–288 Kg e as fêmeas entre 100–213 Kg.